# Коле Буоно (Кјети)
Коле Буоно (итал. Colle Buono) је насеље у Италији у округу Кјети, региону Абруцо.
Према процени из 2011. у насељу је живело 132 становника. Насеље се налази на надморској висини од 402 м.